# ミネラル郡 (ウェストバージニア州)
ミネラル郡（英: Mineral County）は、アメリカ合衆国ウェストバージニア州の北東部に位置する郡である。2010年国勢調査での人口は28,212人であり、2000年の27,078人から4.2%増加した。郡庁所在地はカイザー市（人口5,439人）であり、同郡で人口最大の都市でもある。
ミネラル郡はメリーランド州にも跨るカンバーランド大都市圏に属している。

## 歴史

### 古代
ミネラル郡となった地域には数千年前から川沿いの高台に先住民族が住んでいた。考古学調査によって紀元前1000年から同200年のものとされるアデナ文化の遺物が見つかっている。かれらは儀式や埋葬用に土地盛りマウンドを建設した、初期インディアン文化に入っている。その文化の名残が州内全体で発見されてきた。その後に別のインディアン部族が続いた。
ヨーロッパ人と海岸地域で接触した後に北方との毛皮交易が増大し、現在のニューヨーク州を本拠地にしていたハウデノソーニー族、すなわちイロコイ連邦が新しい狩猟場を求めてオハイオ・バレーに移動してきた。17世紀までに他の部族を征服して西方に追いやり、この地域を狩猟のために確保した。

### 州成立以後
ミネラル郡が設立されたのは、ウェストバージニア州が州になった1863年の後のことだった。1866年、ウェストバージニア州議会の法により、ハンプシャー郡から分離して設立された。郡名は特に石炭が埋蔵されていたので、鉱物からミネラルと名付けられた。

### 歴史的な場所
| - カースカドン邸宅 - クレイズビル教会 - クレイズビル丸太小屋 - アシュビー砦 - コック砦 - オハイオ砦 - セラーズ砦 - ナンシー・ハンクス生家 | - ニュークリーク・ブロックハウス - ノースウェスタン・ターンパイク - パターソンクリーク荘園 - サドル山 - トラベラーズレスト - ウィーバーのアンティークサービスステーション（ガソリンスタンド） - ウィンドリー |

## 郡政府

### 郡政委員会
ミネラル郡は郡は、3人の委員で構成される郡政委員会が統治している。委員は3つの小選挙区からそれぞれ1人が選ばれ、任期は6年間であり、偶数年毎に1人が改選されている。行政体としての郡政委員会は、予算関連事項や郡政府一般管理について責務がある。郡政委員会はウェストバージニア州憲法に規定される自治権を持っていない。

#### 小委員会
- ミネラル郡企画委員会は土地利用条例を管理している。州法の下に運営されている[4]。下部組織として、工業団地建設、洪水制御、氾濫原管理がある。委員は郡政委員会が指名し、任期は3年間である。
- ミネラル郡開発公社は工業団地を管理し、企業誘致を行っている。

### 郡事務官
郡事務官は6年任期で選出される。主な任務と責務は2つある。1つは郡政委員会の財務担当と書記官である。もう1つは郡内で登記され記録される文書に対して手数料を徴収することである。郡の公式記録は恒久的な記録と見なされている。
郡政委員会は事務官を通じて権利証書などの文書を提出記録し、そこに保管させる。遺言検認、代表、監視者、委員会、管理人の指名と資格付与およびその報告の判断にかんして権限がある。事務官は選挙の記録、給与と予算の決算書、および支払可能な明細書を保管する。

### 工業団地
ミネラル郡経済開発公社がカイザーに近い工業団地を運営し、鉄道の敷設を計画しており、またフォートアシュビー近くでは光ファイバーケーブルと無線インターネットを配している。

## 地理
アメリカ合衆国国勢調査局に拠れば、郡域全面積は329平方マイル (852 km2)であり、このうち陸地328平方マイル (849 km2)、水域は1平方マイル (4 km2)で水域率は0.43%である。

### 管理地区
郡は6つの管理地区に分割されている。
| - エルク地区 - ニュークリーク地区 | - ウェルトン地区 - フランクフォート地区 | - キャビンラン地区 - ピードモント独立地区 |

### 交通
- グレーター・カンバーランド地域空港
- 鉄道
  - CSXトランスポーテーションが、郡の北側境界であるポトマック川岸を走っている
  - アムトラックは、リッジリーのポトマック川対岸、メリーランド州カンバーランドで利用できる。カイザーにあった駅は1980年代に閉鎖された

#### 主要高規格道路
| - アメリカ国道50号線 - アメリカ国道220号線 - ウェストバージニア州道28号線 - ウェストバージニア州道42号線 | - ウェストバージニア州道46号線 - ウェストバージニア州道93号線 - ウェストバージニア州道956号線 |

### 山
アレゲイニー・フロントの北端が郡内にあり、郡内最高地点がそこにある。標高は3,104フィート (946 m) である。そこにある火の見櫓から晴れた日にはペンシルベニア州、メリーランド州、ウェストバージニア州、バージニア州の4州を見ることができる。アレゲイニー・フロントは郡内最大の山であり、またその北端ではグリーン山とも呼ばれる。郡南西部、アレゲイニー台地の上にエルクガーデンの町がある。ポトマック川バレーがこの山の西と北にあり、ニュークリーク・バレーはその東にある。
ニュークリークとパターソンクリーク・バレーの間にノブリー山がある。南はグラント郡との郡境から北のリッジリーのあるポトマック川まで伸びており、郡内で最も長い山である。
パターソンクリーク・バレーの東には一連の低い丘陵があり、ハンプシャー郡との郡境になっている。

### 河川
- ポトマック川北支流が最大の川であるが、実際には郡内に入っていない。郡と北境界かつ州境となり、境界線は南岸の低水位線と定義されている。ジェニングス・ランドルフ湖がこの流域にある
- ニュー・クリークはカイザーでポトマック川北支流に合流する。水源はグラント郡のダム第14号である。カイザー市の上水を提供している
- パターソン・クリークはカンバーランドの東でポトマック川に合流する。水源はグラント郡にある。その流域はミネラル郡の3分の2をカバーしている

### 鉱物資源
アレゲイニー・フロントの東で天然ガスと鉄鉱石鉱床が発見されている。現在は鉄を生産していないが、19世紀に使われた製鉄炉が放棄されたまま残されている。

### 隣接する郡
- アリゲイニー郡 (メリーランド州) - 北
- ハンプシャー郡 - 東
- ハーディ郡 - 南
- グラント郡 - 南西
- ガレット郡 (メリーランド州) - 西

## 人口動態
以下は2010年国勢調査による人口統計データである。
| 基礎データ - 人口: 28,212人 - 世帯数: 10,784 世帯 - 家族数: 7,710 家族 - 人口密度: 32人/km2（83人/mi2） - 住居数: 12,094軒 - 住居密度: 14軒/km2（37軒/mi2） 人種別人口構成 - 白人: 96.16% - アフリカン・アメリカン: 2.55% - ネイティブ・アメリカン: 0.11% - アジア人: 0.20% - 太平洋諸島系: 0.01% - その他の人種: 0.21% - 混血: 0.76% - ヒスパニック・ラテン系: 0.58% 年齢別人口構成 - 18歳未満: 23.4% - 18-24歳: 8.6% - 25-44歳: 27.1% - 45-64歳: 25.9% - 65歳以上: 15.1% - 年齢の中央値: 39歳 - 性比（女性100人あたり男性の人口） - 総人口: 95.8 - 18歳以上: 93.0 | 世帯と家族（対世帯数） - 18歳未満の子供がいる: 30.4% - 結婚・同居している夫婦: 57.9% - 未婚・離婚・死別女性が世帯主: 9.7% - 非家族世帯: 28.5% - 単身世帯: 25.0% - 65歳以上の老人1人暮らし: 11.5% - 平均構成人数 - 世帯: 2.46人 - 家族: 2.93人 収入と家計 - 収入の中央値 - 世帯: 31,149米ドル - 家族: 37,866米ドル - 性別 - 男性: 32,337米ドル - 女性: 20,090米ドル - 人口1人あたり収入: 15,384米ドル - 貧困線以下 - 対人口: 14.7% - 対家族数: 11.5% - 18歳未満: 21.1% - 65歳以上: 11.6% |

## 都市と町

### 法人化市と町
- カイザー - 郡庁所在地
- ピードモント町
- リッジリー町
- カーペンデール町
- エルクガーデン町

### 未編入の町
| - アンティオック - アトランティックヒル - バーナム - ベリル - ブレイン - バーリントン - チャンプウッド | - クレイズビル - クロス - ダンズラン - エモリービル - フットステーション - フォージヒル - フォートアシュビー - ファウンテン | - ハンプシャー - ハートマンズビル - ヘッズビル - キーモント - ローレルデール - ライムストーン - マークウッド | - ネスキン - ニュークリーク - オークモント - パターソンクリーク - リージズミル - リッジリー - リッジビル | - ロケットセンター - ラッセルデール - ショートギャップ - スカイライン - サルファーシティ - ワゴナー - ワイリーフォード |  |

## 教育

### 高等教育機関
2年制のポトマック州立カレッジがカイザーにある。南北戦争でフラー砦があった場所である。
イースタン・ウェストバージニア・コミュニティ工科カレッジが、ミネラル郡職業訓練学校で授業を行っている。

### 公立高校
郡内には、ショートギャップ近くにあるフランクフォート高校と、カイザーの南にあるカイザー高校がある。

## 観光

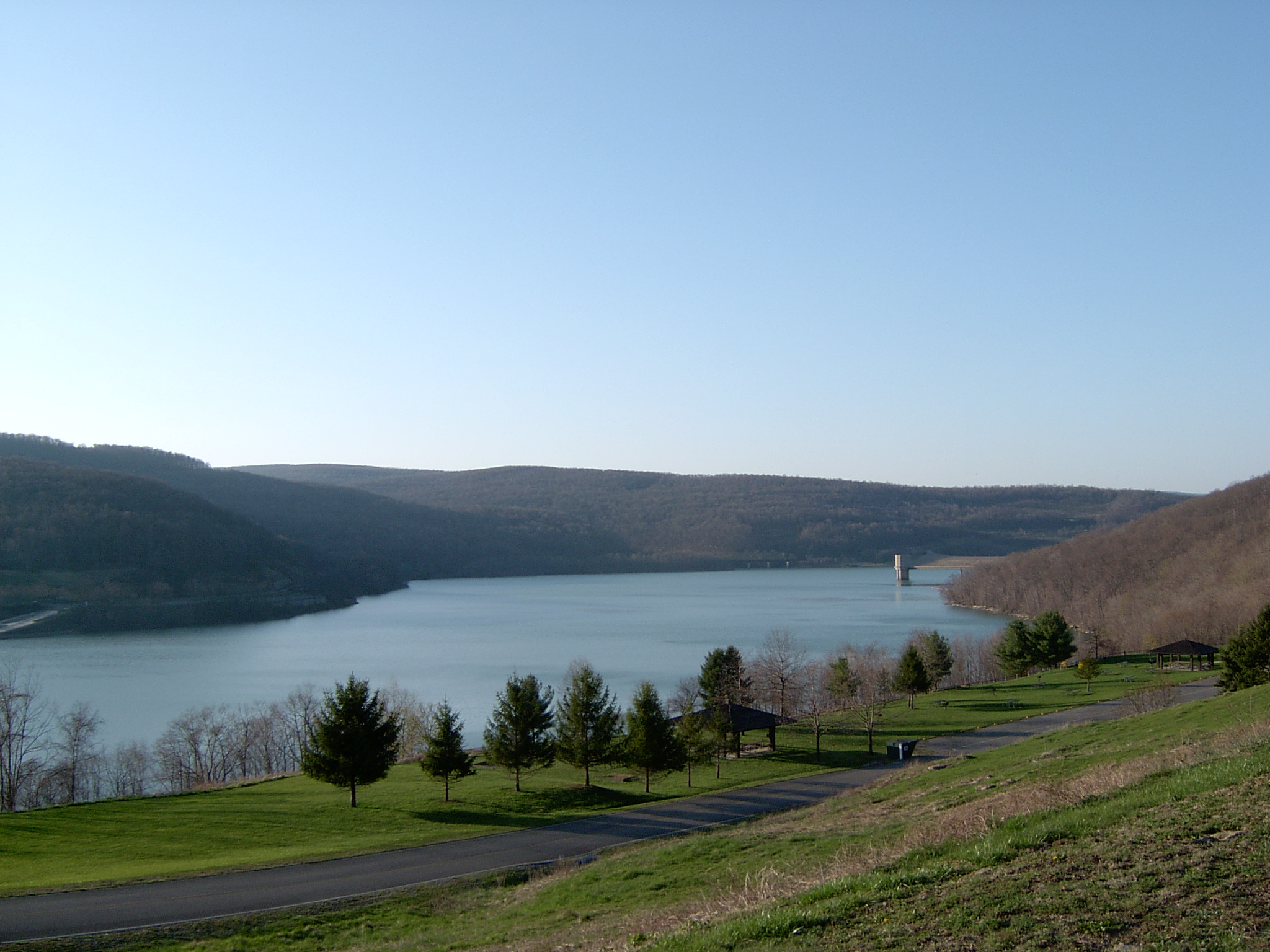
ジェニングス・ランドルフ湖

### 公園とレクリエーション地域

#### ラレニム公園
ミネラル郡が所有する広さ365エーカー (1.48 km2) の公園。10のテーブルがある2つのパビリオンがあり、600席の円形劇場もある。またリトルリーグ野球場とソフトボール場がある。

#### バーナム急流地域
ミネラル郡が所有する広さ40エーカー (0.16 km2) の公園。長さ4マイル (6 km) のレイル・トレイルがある。ポトマック川北支流の約1マイル (1.6 km) が接している。別に急流は7マイル (11 km) ある。

#### ジェニングス・ランドルフ湖
ジェニングス・ランドルフ湖はアメリカ合衆国上院議員ジェニングス・ランドルフの名を冠し、エルクガーデンに近く、広さは952エーカー (3.85 km2)、湖岸線は13マイル (21 km) ある。

## 著名な出身者
- リンディ・イングランド、バグダッドのアブグレイブ刑務所におけるイラク人捕虜虐待に関連して、アメリカ陸軍の軍事裁判において有罪判決を受けた軍人のうちの1人
- ジョン・クルック、メジャーリーグベースボールで活躍した元野球選手
- レオ・マゾーニー、元マイナー野球選手で、元メジャーリーグベースボール投手コーチ